# 버숀 잭슨
버숀 잭슨(Bershawn Jackson, 1983년 5월 8일 ~ )는 미국의 육상 선수로 주종목은 400m 허들이다.
국제무대에 데뷔한 첫 해 2004년에 열린 모나코에서 열린 세계육상파이널에서 1위를 차지했으며, 다음 해 열린 헬싱키 세계육상선수권 400m 허들에서 금메달을 땄다. 하지만 2007년 세계육상선수권에선 준결승에서 떨어지며 부진한 모습을 보였다. 다음 해 열린 2008년 하계 올림픽 400m 허들 종목에서 같은 나라의 안젤로 테일러, 케론 클레멘트에 이어 동메달을 획득했고, 2009년 세계육상선수권대회에 출전해 400m 허들 동메달, 4x400m 계주 금메달을 따냈다.

## 성적

### 주요 대회 성적
| 날짜            | 종목             | 대회                            | 장소         | 순위 | 기록    | 기타 |
| --------------- | ---------------- | ------------------------------- | ------------ | ---- | ------- | ---- |
| 2002년 7월 19일 | 400m 허들        | 2002년 세계주니어육상선수권대회 | 킹스턴       | 3위  | 50.00   |      |
| 2004년 9월 19일 | 400m 허들        | 2004년 세계육상파이널           | 모나코       | 1위  | 47.86   |      |
| 2005년 8월 9일  | 400m 허들        | 2005년 세계육상선수권대회       | 헬싱키       | 1위  | 47.30   |      |
| 2005년 9월 10일 | 400m 허들        | 2005년 세계육상파이널           | 모나코       | 1위  | 48.05   |      |
| 2006년 9월 10일 | 400m 허들        | 2006년 세계육상파이널           | 슈투트가르트 | 3위  | 48.24   |      |
| 2007년 8월 26일 | 400m 허들 준결승 | 2007년 세계육상선수권대회       | 오사카       | 3위  | 48.95   |      |
| 2007년 9월 22일 | 400m 허들        | 2007년 세계육상파이널           | 슈투트가르트 | 4위  | 48.58   |      |
| 2008년 8월 18일 | 400m 허들        | 2008년 하계 올림픽              | 베이징       | 3위  | 48.06   |      |
| 2009년 8월 18일 | 400m 허들        | 2009년 세계육상선수권대회       | 베를린       | 3위  | 48.23   |      |
| 2009년 8월 23일 | 4x400m 계주      | 2009년 세계육상선수권대회       | 베를린       | 1위  | 2:57.86 |      |

### 실외 개인 최고 기록
| 종목      | 날짜       | 장소           | 기록  |
| --------- | ---------- | -------------- | ----- |
| 400m      | 2007/06/22 | 인디애나폴리스 | 45.06 |
| 400m 허들 | 2005/08/09 | 헬싱키         | 47.30 |

### 실내 개인 최고 기록
| 종목     | 날짜       | 장소                          | 기록    |
| -------- | ---------- | ----------------------------- | ------- |
| 60m 허들 | 2002/03/10 | 뉴욕                          | 7.94    |
| 200m     | 2002/03/10 | 뉴욕                          | 21.29   |
| 400m     | 2005/02/11 | 페이엇빌, 아칸소주            | 45.70   |
| 500m     | 2006/02/03 | 뉴욕                          | 1:03.80 |
| 600m     | 2006/01/28 | 보스턴                        | 1:18.65 |
| 800m     | 2008/01/12 | Chapel Hill, 노스캐롤라이나주 | 1:55.47 |

## 같이 보기
- IAAF 프로필
- USATF 프로필